# Crotalus tancitarensis
Crotalus tancitarensis är en ormart som beskrevs av Alvarado-Díaz och Campbell 2004. Crotalus tancitarensis ingår i släktet skallerormar och familjen huggormar. IUCN kategoriserar arten globalt som otillräckligt studerad. Inga underarter finns listade i Catalogue of Life.
Arten är bara känd från en bergstrakt i sydvästra Mexiko. Den hittades mellan 1500 och 3225 meter över havet. Området är täckt av öppna barrskogar och bergsängar.